# Sædden Kirke
Sædden Kirke ligger i Esbjerg-bydelen Sædding, ca. 4 km NV for centrum (Region Syddanmark). Kirken er tegnet af Inger og Johannes Exner.

## Eksterne kilder og henvisninger
- Wikimedia Commons har flere filer relateret til Sædden Kirke
- Sædden Kirke Arkiveret 31. januar 2011 hos  Wayback Machine på nordenskirker.dk
- Sædden Kirke på KortTilKirken.dk
- Sædden Kirke i bogværket Danmarks Kirker (udg. af Nationalmuseet)